# Masacre de Rumbula
La masacre de Rumbula fue una masacre que tuvo lugar entre el 30 de noviembre y el 8 de diciembre de 1941 en el camino al bosque de Rumbula, cerca de Riga, Letonia. En ese lugar, fueron asesinados cerca de 25 000 judíos por los Einsatzgruppen A con la ayuda de colaboradores locales letones del Sonderkommando Arājs.

## Descripción
El encargado de la operación fue el oficial de las SS Friedrich Jeckeln, quien había supervisado previamente masacres similares en Ucrania. Rudolf Lange, que más tarde asistió la Conferencia de Wannsee, también participó en la organización de la masacre. Algunas de las acusaciones en contra del letón Herberts Cukurs están relacionados con la limpieza del gueto de Riga por parte del Kommando Arajs.

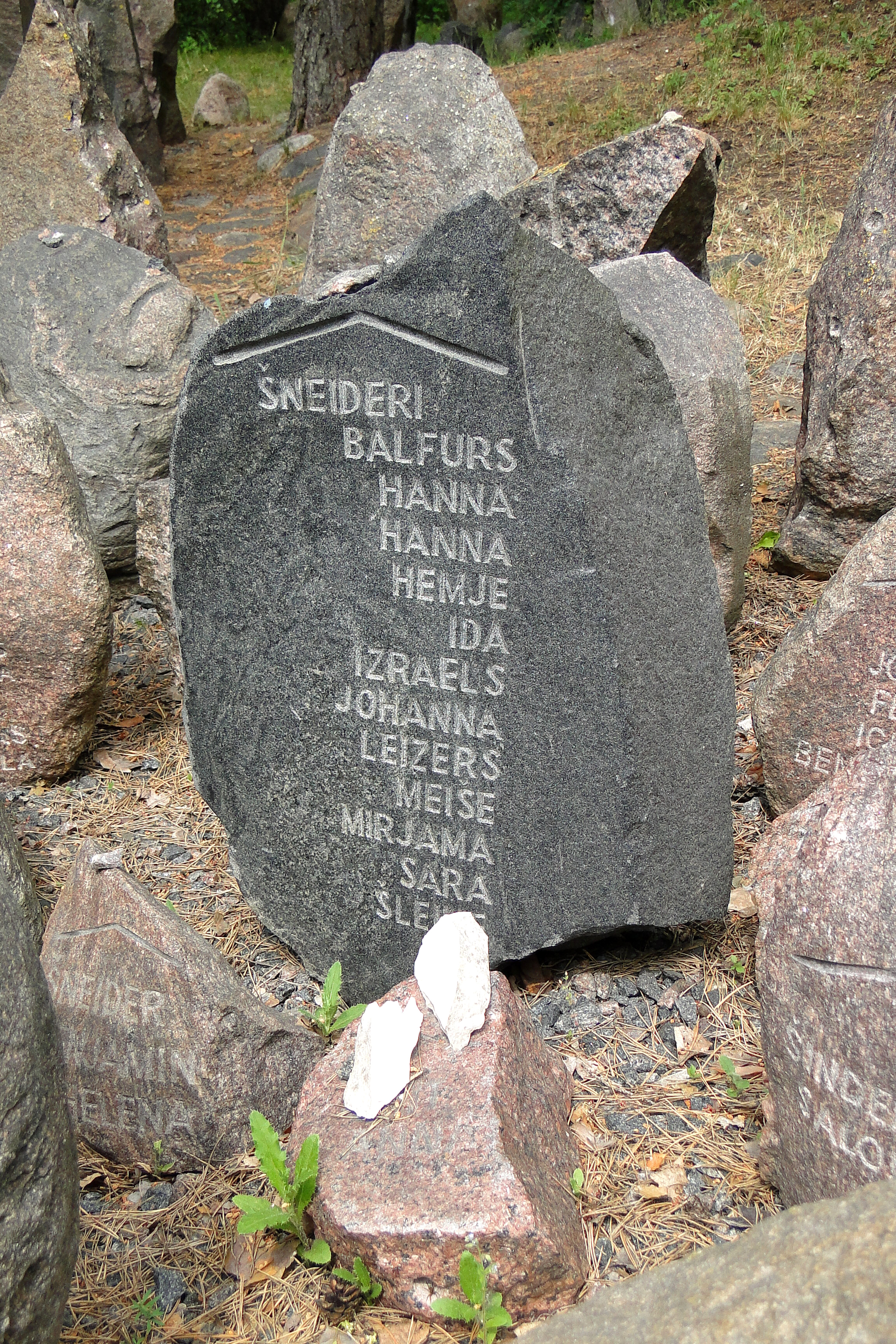
Lápida conmemorativa de una familia victima de la masacre de Rumbula.

La matanza de Rumbula, junto con muchas otras, formaron la base del Juicio a los Einsatzgruppen una vez finalizada la Segunda Guerra Mundial por el cual una serie de comandantes de los Einsatzgruppen fueron encontrados culpables de crímenes contra la humanidad.
Salvo la masacre de Babi Yar en Ucrania, esta fue la mayor de atrocidad del Holocausto antes que comenzaran a operar los campos de exterminio.  Unas 24.000 víctimas eran judíos letones del gueto de Riga y otros 1000 fueron judíos alemanes transportados al bosque en tren.

### Historiográfica
- Anders, Edward, and Dubrovskis, Juris, "Who Died in the Holocaust?  Recovering Names from Official Records", Holocaust and Genocide Studies 17.1 (2003) 114-138
- (en alemán) Angrick, Andrej, and Klein, Peter, Die „Endlösung“ in Riga., (English: The Final Solution in Riga), Darmstadt 2006, ISBN 3-534-19149-8
- Bloxham, Donald, Genocide on Trial; war crimes trials and the formation of Holocaust History and Memory, Oxford University Press, New York NY 2001 ISBN 0198208723
- Browning, Christopher, and Matthäus, Jürgen, The Origins of the Final Solution: The Evolution of Nazi Jewish Policy, September 1939 – March 1942, University of Nebraska Press, Lincoln, NE 2004 ISBN 9780803259799
- Browning, Christopher, Nazi Policy, Jewish Workers, German Killers, Cambridge University Press 1999 ISBN 052177490X
- Dribins, Leo, Gūtmanis, Armands, and Vestermanis, Marģers, "Latvia's Jewish Community: History, Trajedy, Revival", Ministry of Foreign Affairs, Republic of Latvia
- Edelheit, Abraham J. and Edelheit, Hershel, History of the Holocaust : A Handbook and Dictionary, Westview Press,  Boulder, CO 1994 ISBN 0813314119
- Eksteins, Modris, Walking Since Daybreak: A story of Eastern Europe, World War II, and the Heart of our Century, Houghton Mifflin, Boston 1999 ISBN 0395937477
- Ezergailis, Andrew, The Holocaust in Latvia 1941-1944—The Missing Center, Historical Institute of Latvia (in association with the United States Holocaust Memorial Museum) Riga 1996 ISBN 9984-9054-3-8
- Ezergailis, Andrew, "Latvia", in The World Reacts to the Holocaust, Wyman, David S., and Rosenzveig, Charles H., Eds., at pages 354-388, Johns Hopkins University Press, Baltimore 1996 ISBN 0801849691
- Fleming, Gerald, Hitler and the Final Solution, Berkeley : University of California Press, Berkeley,1994 ISBN	0520060229
- Friedländer, Saul, The years of extermination : Nazi Germany and the Jews, 1939-1945, New York, NY 2007 ISBN 978-0-06-0190439
- Hilberg, Raul, The Destruction of the European Jews (3d Ed.) Yale University Press, New Haven, CT 2003. ISBN 0300095570
- Kaufmann, Max, Die Vernichtung des Judens Lettlands (The Destruction of the Jews of Latvia), self-published, Munich, 1947, English translation by Laimdota Mazzarins available on-line as Churbn Lettland -- The Destruction of the Jews of Latvia (all references in this article are to page numbers in the on-line edition)
- Klee, Ernst, Dressen, Willi, and Riess, Volker, eds., The Good Old Days: The Holocaust as seen by its Perpetrators and Bystanders, (English translation) MacMillan Free Press, NY 1991 ISBN 0-02-917425-2
- Latvia Institute, The Holocaust in German-Occupied Latvia
- Michelson, Frida, I Survived Rumbuli, Holocaust Library, New York, NY 1979 ISBN 0896040291
- Ministry of Foreign Affairs of the Republic of Latvia, Holocaust Remembrance - Rumbula Memorial Site Unveiled, December 2002
- Press, Bernard, The Murder of the Jews in Latvia, Northwestern University Press, 2000 ISBN 0810117290
- Reitlinger, Gerald, The SS—Alibi of a Nation, at 186, 282, Viking Press, New York, 1957 (Da Capo reprint 1989) ISBN 0-306-80351
- Roseman, Mark, The Wannsee Conference and the Final Solution—A Reassessment, Holt, New York, 2002 ISBN 0-8050-6810-4
- Rubenstein, Richard L., and Roth, John K., Approaches to Auschwitz, page 179, Louisville, Ky. : Westminster John Knox Press, 2003.  ISBN 0664223532
- (en alemán) Scheffler, Wolfgang, "Zur Geschichte der Deportation jüdischer Bürger nach Riga 1941/1942", Volksbund Deutsche Kriegsgräberfürsorge e.V. – 23.05.2000
- Schneider, Gertrude, Journey into terror: story of the Riga Ghetto, (2d Ed.) Westport, Conn. : Praeger, 2001 ISBN 0275970507
- Schneider, Gertrude, ed., The Unfinished Road: Jewish Survivors of Latvia Look Back, Praeger Publishers (1991) ISBN 978-0275940935
- Smith, Lyn, Remembering: Voices of the Holocaust, Carroll & Graf, New York 2005 ISBN 0-7867-1640-1
- Winter, Alfred, "Rumbula Viewed From The Riga Ghetto" from  The Ghetto of Riga and Continuance - A Survivor's Memoir  1998

### Tribunales y evidencias de crímenes de guerra
- Brätigam, Otto, Memorandum dated 18 Dec. 1941, "Jewish Question re correspondence of 15 Nov. 1941" traducido y republicado por Office of the United States Chief of Counsel For Prosecution of Axis Criminality, Nazi Conspiracy and Aggression, Exhibit 3666-PS, volumen VII, págs. 978-995, USGPO, Washington DC 1946 ("Red Series")
- Jeckeln, Friedrich, extractos de la interrogación, 14 December 1945 (Maj. Zwetajew, interrogador, Sg. Suur, intérprete), págs. 8–13, from the Historical State Archives, republicado en Fleming, Hitler and the Final Solution, págs. 95–100 (Partes de la interrogación a Jeckeln también están disponibles en línea.
- Stahlecker, Franz W., "Comprehensive Report of Einsatzgruppe A Operations up to 15 October 1941", Exhibit L-180, translated in part and reprinted in Office of the United States Chief of Counsel For Prosecution of Axis Criminality, Nazi Conspiracy and Aggression, Volume VII, pages 978-995, USGPO, Washington DC 1946 ("Red Series")
- Trials of War Criminals before the Nuernberg Military Tribunals under Control Council Law No. 10, Nuernberg, October 1946 - April 1949, Volume IV, ("Green Series) (the "Einsatzgruppen case") also available at Mazel library